# Paul Tibor
Paul Tibor (Budapest, 1909. március 29. – Sydney, 1973. október 19./1973. november 11.) magyar karmester, klarinétművész, zenetanár.

## Életpályája
Kodály Zoltánnál tanult a Zeneakadémián. 1930-ban a Budapesti Hangversenyzenekar egyik alapító tagja, 1939-től vezetője volt. 1934–1936 között Hermann Scherchen és Felix von Weingartner karmesterképző tanfolyamán tanult. 1945–1948 között a Magyar Rádió Szimfonikus Zenekaraának másodkarnagya volt. 1948-tól külföldön élt. 1948–1950 között karnagy volt a svájci rádiónál és a berni operaházban. 1951–1961 között Sydneyben dolgozott. 1955-ben ausztrál állampolgárságot kapott. 1955-től a New South Wales-i konzervatórium tanára, az opera vezető karmestere volt. 1961–1967 között a Dublini Rádió főzeneigazgatója volt, ezután visszatért Ausztráliába.

## Családja
Szülei Paul Antal János és Verényi Gizella voltak. Testvére Pálmás Olivér (1904-1947) zeneszerző volt. Felesége Penninger Mária Valéria volt, akit 1935. november 8-án vett feleségül Budapesten.

## Filmes munkái

### Zeneszerzőként
- Muzsikáló május (1941; zenei vezető is)
- Telivérek élete (1941)

### Zenei rendezőként
- Acélutak (1940)
- Ruszin népművészet (1941)
- Új honalapítás a Bácskában (1941)
- Tangóharmonika parádé (1942)
- Üsd pofon! (1944; zenei vezető is)

### Zenei vezetőként
- Jó szerencsét! (A só) (1939)
- Rákóczi induló (1939)
- Kolozsvártól Zágonig (1940)
- Megjött a posta! (1940)
- Varázsos vizek városa (1940)
- Porcellán (1940)
- Szeressük egymást (1940)
- Erdélyi szimfónia (1940; rendező is)
- Dr. Kovács István (1942)
- Régi nyár (1942)
- Jujj! - Nem kell megijedni! (1941)
- Kétezerpengős férfi (1942)
- 5-ös számú őrház (1942)
- Estélyi ruha kötelező (1942)
- Kölcsönadott élet (1943)
- Kettesben (1943)
- Madách - Egy ember tragédiája (1944)
- Kisdobos (1944)
- Az első (1944)
- Boldoggá teszlek! (1944)

### Rendezőként
- Minden kiderül (1941)
- Erdélyért! (1943)